# Talo (gastronomia)
Il talo è un piatto tipico del Paese Basco, Navarra e Paese Basco settentrionale, simile all'arepa della Colombia e del Venezuela  o alla tortilla di mais grande del Messico. La pasta si elabora con farina di mais e acqua, e si lavora sull'asse. Si può anche aggiungere farina di frumento e sale.

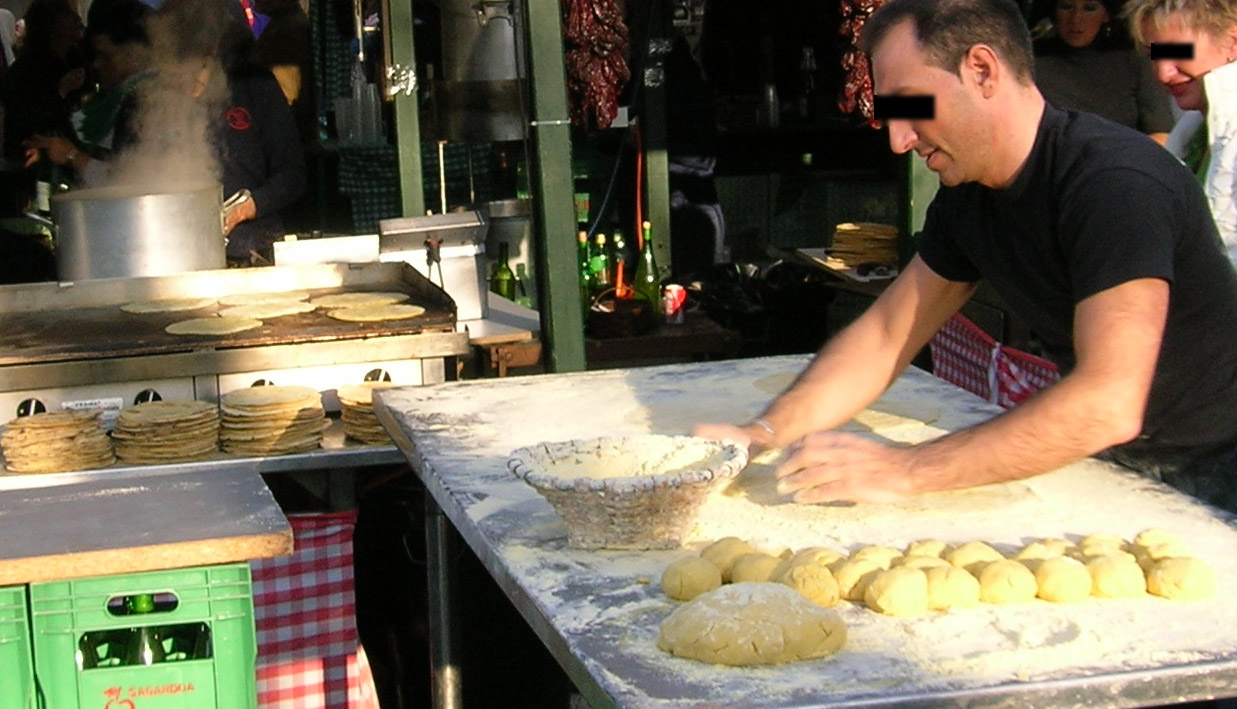
Elaborazione della pasta per il talo alla fiera di Santo Tomás di Bilbao.

## Storia e tradizioni
A partire dal secolo XVI si produsse, soprattutto in Gipuzkoa, una grande emigrazione verso l'America giacché la pendenza dei terreni, le leggi che riservavano l'eredità della terra al solo primogenito per evitare la frammentazione fondiaria,  oltre all'abitudine all'andare per mare e la affidabilità delle imbarcazioni. Le abbondanti precipitazioni del clima cantabrico impedivano inoltre di seminare le coltivazioni tipiche dell'agricoltura a secco come il frumento o l'orzo. Iniziò pertanto la trasformazione del mais in forma di talos. Il talo era utilizzato al posto del pane nelle fattorie basche (originalmente in Gipuzkoa e nel nord della Navarra) e ciò che avanzasse si mangiava imburrato con il latte per cenare, in una specie di minestra. La generalizzazione del pane di frumento nel corso del secolo XX pose fine di fatto al consumo del talo nelle fattorie. Il talo terminò di essere considerato un alimento comune, basico e poco considerato, e passò a essere preparato e consumato unicamente in certe occasioni speciali all'anno, guadagnando in prestigio.
Attualmente, è tipico mangiarlo avvolgendo la chistorra, una specie di salsiccia fina e fresca; e accompagnandolo con vino chacolí o sidro. Al giorno d'oggi, si mangiano anche con formaggio o addirittura con cioccolato. Il talo è un elemento essenziale della fiera di Santo Tomás, che si celebra ogni 21 di dicembre. A Eibar si mangia durante la Fiera di Sant'Andrea il 30 di novembre. In Navarra è tipico mangiarlo prima della cena della Vigilia di Natale.
In Iparralde (paese basco francese), si mangia generalmente in feste o altre manifestazioni (partite di pallone, feste scolastiche,...) con il xingar (panceta) (talo ta xingar) o con formaggio di pecora (AOC Ossau-Iraty).

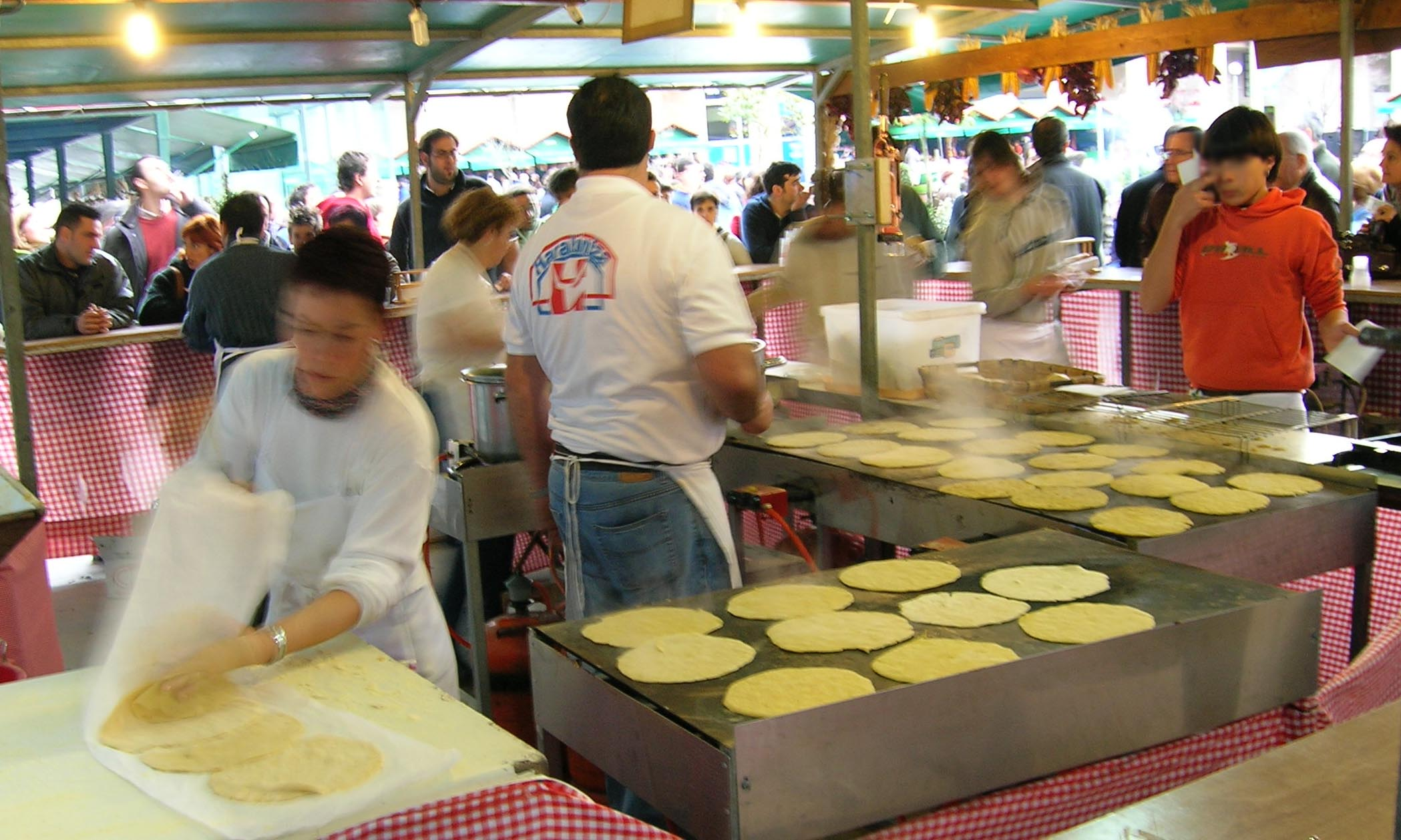
Torte di talo sulla piastra a Lejona, (Biscaglia).

In Cantabria, si chiama talo il recipiente di stagno o simile utilizzato per preparare la torta di borona, elaborata a partire da farina di mais, acqua e sale.

## Elaborazione
Per preparare il talo ci vuole una buona dose di farina di mais, che si lascia nell'acqua tiepida, con una piccola quantità di sale. Si mescolano la farina e il sale e gli si aggiunge poco a poco l'acqua al centro mentre si manipola la massa, fino a farle assumere una tessitura adeguata. Ciò che si ottiene, deve ancora essere lasciato a riposo per qualche tempo e poi si formano palline che si modellano stirando dal centro verso l'esterno fino a formare una sorta di piadina sottile che si tosta finalmente su entrambi i lati. Si serve accompagnata da un tripudio di insaccati: oltre la cistorra,il salame fritto, la morcilla, la pancetta affumicata, la lonza e la tortilla.